# Национални универзитет Кијево-могиљанска академија
Национални универзитет Кијево-могиљанска академија (укр. Національний університет «Києво-Могилянська академія») je најстарија институција високог образовања у Украјини. Универзитет је сачињен од 6 факултета и поседује систем универзитетских библиотека и рачунских центара. Кијево-могиљанска академија је основана 1615. године као Братска школа, која је 1659. званично прерасла у академију и 1991. у универзитет. Тренутни председник универзитета је професор Сергиj Квит.

## Личности у вези са универзитетом
- Јован Рајић (1726-1801), историчар, писац и педагог
- Дионисије Новаковић (1705-1767), будимски епископ, проповедник и црквени писац.
- Герасим Зелић (1752-1828), калуђер и архимандрит у манастиру Крупи, епископски викар у Далмацији и Боки которској.
- Михаил Васиљевич Ломоносов (1711-1765), писац и ерудита

## Види jош
- Славјано-грчка академија
- Славјано-грчко-латинска академија